# Nomi Ruiz
Nomi Ruiz est une auteure-compositrice-interprète, actrice, essayiste et productrice d'origine latino-américaine, née en 1986 à Brooklyn. Elle est connue pour être la chanteuse du groupe Jessica 6 (en).

## Biographie
En 2005, elle sort son premier album Lost in Lust sur son label indépendant Park Side. Ses morceaux se rapprochent du genre electro et s'inspirent des productions hip-hop et R&B du début des années 1990. Elle participe ensuite aux tournées de CocoRosie, Debbie Harry et Antony and the Johnsons pour son projet Turning (en),.
En 2008, elle rejoint le groupe de nu-disco Hercules and Love Affair et intervient avec Anohni sur la chanson You Belong (en). Le magazine Slant a d'ailleurs placé ce titre à la 9e place des meilleurs singles de l'année 2008 et il a également été utilisé dans l'épisode pilote de la série How to Make It in America,. Nomi Ruiz a aussi coécrit Hercules' Theme, nommée 21e meilleure chanson de l'année 2008 par le site Pitchfork. En participant aux tournées du groupe, Nomi Ruiz est devenue la première artiste trans à se produire sur des scènes internationales comme le Festival de jazz de Montréal, l'O2 Arena à Londres ou le Hammerstein Ballroom à Manhattan. Le journal The Guardian la décrit alors comme « une future icône pop ». En 2009, elle quitte le groupe pour former Jessica 6 (en) avec Andrew Raposo et Morgan Wiley.

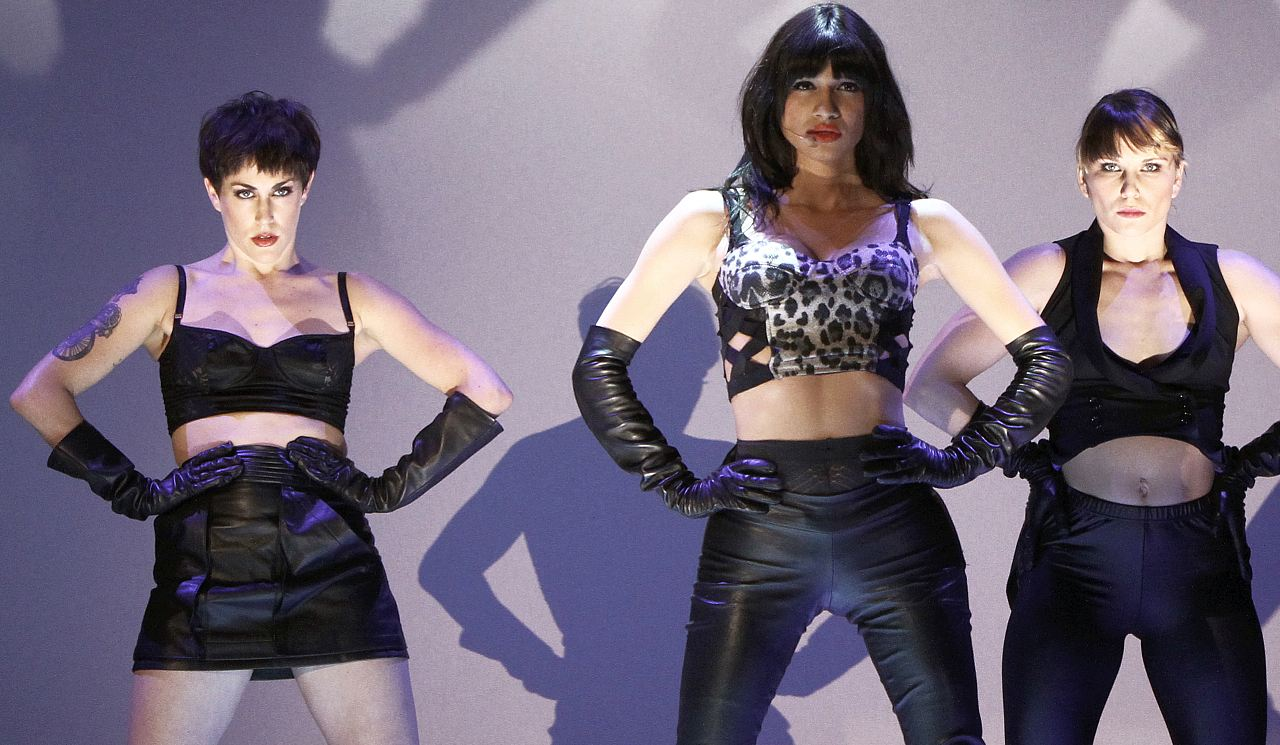
Nomi Ruiz (au centre) lors d'un concert à la Berlin Fashion Week en 2012.

Leur premier album See the Light (en) sort en 2011 sous le label Peacefrog. Il reçoit des critiques positives, notamment de la part du magazine Clash. Un an plus tard, le groupe se sépare, mais Nomi Ruiz continue de se produire sous le nom de Jessica 6. Elle sort notamment en 2015 un LP intitulé The Capricorn qualifié de « séduisant, sombre, chic et entraînant » par le magazine i-D. La même année, elle collabore avec le DJ grec Mansta pour une reprise de la chanson A Different Corner de George Michael. En 2018, son troisième album sort sous le titre The Eliot Sessions et reçoit une critique élogieuse dans Harper's Bazaar. Le magazine Billboard en parle comme d'« un disque qui s'inscrit dans les débats contemporains sur la culture LGBT en traitant de l'amour, de la transsexualité et de la virilité néfaste au sein de la communauté. » En 2020, elle prépare son premier album solo intitulé Jet Black.
Depuis 2018, Nomi Ruiz mène en parallèle une carrière d'actrice. Elle est apparue dans des épisodes de séries comme Mayans M.C. et Dispatches from Elsewhere,. Elle publie également des essais et des articles sur la discrimination dans l'industrie musicale, le féminisme, la sexualité, l'amour et l'identité de genre et prend régulièrement la parole sur ces sujets dans les médias américains,,,.
En 2020 Jessica 6 se reforme et prépare un nouvel album qui devrait sortir en 2021.